# Andrij Teteruk
Andrij Anatolijowycz Teteruk, ukr. Андрій Анатолійович Тетерук (ur. 15 maja 1973 w Winnicy) – ukraiński wojskowy, pułkownik milicji, dowódca batalionu „Myrotworeć”, deputowany VIII kadencji.

## Życiorys
W 1994 ukończył uczelnię wojskową w Moskwie, służył jako dowódca oddziałów wojsk zmotoryzowanych i rozpoznawczych. Dwukrotnie brał udział w misjach pokojowych w Kosowie (2004–2005 i 2006–2007). W 2007 odszedł z wojska, obejmując stanowisko dyrektora działu ochrony w jednym z kijowskich centrów handlowych.
Powrócił do służby wojskowej 2 marca 2014 w okresie konfliktu na wschodniej Ukrainie. Został komendantem batalionu „Myrotworeć”, utworzonego w ramach Specjalnych Pododdziałów Ochrony Porządku Publicznego na Ukrainie. Brał następnie udział m.in. w bitwie o Iłowajśk.
Wszedł w skład rady wojskowej partii Front Ludowy. W wyborach parlamentarnych w 2014 kandydował z piątego miejsca na liście krajowej tego ugrupowania, uzyskując mandat posła do Rady Najwyższej.

## Odznaczenia
- Order Bohdana Chmielnickiego III klasy (2014)[2]
- Medal W Służbie Pokoju za misję UNMIK (Organizacja Narodów Zjednoczonych)[5]